# Mistrzostwa Europy w Szermierce 2006
19. Mistrzostwa Europy w Szermierce odbyły się w dniach od 4 do 9 lipca 2006 w Izmirze (w İzmir Halkapınar Spor Salonu).

## Klasyfikacja medalowa
| Lp. | Państwo         | złoto | srebro | brąz | Razem |
| --- | --------------- | ----- | ------ | ---- | ----- |
| 1   | Rosja           | 5     | 1      | 3    | 9     |
| 2   | Węgry           | 2     | 2      | 0    | 4     |
| 3   | Rumunia         | 2     | 1      | 2    | 5     |
| 4   | Niemcy          | 2     | 0      | 2    | 4     |
| 5   | Francja         | 1     | 1      | 3    | 5     |
| 6   | Polska          | 0     | 3      | 3    | 6     |
| 7   | Ukraina         | 0     | 2      | 1    | 3     |
| 8   | Włochy          | 0     | 1      | 4    | 5     |
| 9   | Wielka Brytania | 0     | 1      | 0    | 1     |

## Medaliści

### Mężczyźni
| Złoto                                                                          | Srebro                                                                             | Brąz                                                                                   |
| Floret                                                                         |                                                                                    |                                                                                        |
| Ralf Bissdorf                                                                  | Richard Kruse                                                                      | Brice Guyart Benjamin Kleibrink                                                        |
| Francja · Sebastien Coutant · Brice Guyart · Gregory Koenig · Terence Joubert  | Polska · Wojciech Szuchnicki · Radosław Glonek · Sławomir Mocek · Michał Majewski  | Rosja · Andriej Diejew · Jurij Mołczan · Siergiej Tichonow · Dimitrij Pietrow          |
| Szpada                                                                         |                                                                                    |                                                                                        |
| Iván Kovács                                                                    | Bastien Sicot                                                                      | Alfredo Rota Pawieł Kołobkow                                                           |
| Węgry · Gábor Boczkó · Iván Kovács · Géza Imre · Attila Fekete                 | Polska · Robert Andrzejuk · Krzysztof Mikołajczak · Tomasz Motyka · Adam Wiercioch | Włochy · Stefano Carozzo · Alfredo Rota · Paolo Milanoli · Diego Confalonieri          |
| Szabla                                                                         |                                                                                    |                                                                                        |
| Aleksiej Jakimienko                                                            | Wołodymyr Łukaszenko                                                               | Julien Pillet Florin Zalomir                                                           |
| Rumunia · Mihai Covaliu · Rareș Dumitrescu · Constantin Sandu · Florin Zalomir | Węgry · Zsolt Nemcsik · Tamás Decsi · Balázs Lengyel · Balazs Lontay               | Rosja · Aleksiej Jakimienko · Aleksiej Frosin · Stanisław Pozdniakow · Nikołaj Kowalow |

### Kobiety
| Złoto                                                                                      | Srebro                                                                      | Brąz                                                                                   |
| Floret                                                                                     |                                                                             |                                                                                        |
| Jana Ruzawina                                                                              | Elisa Di Francisca                                                          | Claudia Pigliapoco Anna Rybicka                                                        |
| Rosja · Swietłana Bojko · Julija Chakimowa · Jana Ruzawina · Aida Szanajewa                | Rumunia · Andreea Andrei · Cristina Ghiță · Roxana Scarlat · Cristina Stahl | Polska · Karolina Chlewińska · Sylwia Gruchała · Magdalena Mroczkiewicz · Anna Rybicka |
| Szpada                                                                                     |                                                                             |                                                                                        |
| Claudia Bokel                                                                              | Tatjana Łogunowa                                                            | Nadija Kazymyrczuk Anca Măroiu                                                         |
| Rumunia · Anca Măroiu · Ana Maria Brânză · Loredana Iordachioiu · Iuliana Măceşeanu        | Węgry · Adrienn Hormay · Tímea Nagy · Emese Szász · Hajnalka Tóth           | Niemcy · Claudia Bokel · Imke Duplitzer · Britta Heidemann · Marijana Markovic         |
| Szabla                                                                                     |                                                                             |                                                                                        |
| Sofja Wielika                                                                              | Olha Charłan                                                                | Ilaria Bianco Bogna Jóźwiak                                                            |
| Rosja · Sofja Wielika · Jekatierina Fiedorkina · Jekatierina Djaczenko · Jelena Nieczajewa | Polska · Bogna Jóźwiak · Aleksandra Socha · Irena Więckowska · Lidia Sołtys | Francja · Anne-Lise Touya · Solenne Mary · Léonore Perrus · Cécile Argiolas            |